# Alula Australis

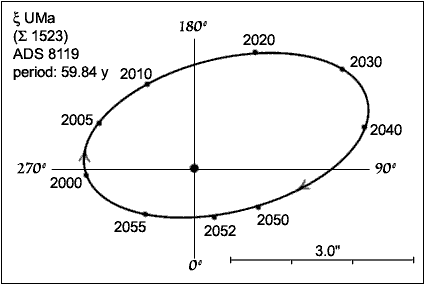
Òrbita projectada d'Alula Australis A i B.

Alula Australis (Xi de l'Ossa Major / ξ Ursae Majoris) és un estel a la constel·lació de l'Ossa Major. La paraula Alula prové d'una frase àrab que significa «el primer salt», mentre que la paraula Australis fa referència a la seva posició al sud respecte a Alula Borealis (ν Ursae Majoris). S'hi troba a una distància de 27,3 anys llum del sistema solar i l'estel conegut més proper a ell és Gliese 450, a 3,8 anys llum. Aquest estel és mitjanament fàcil d'albirar prop del límit de visibilitat al nord des de l'hemisferi sud el mes d'abril.

## Història de la seva observació
Alula Australis és un estel múltiple amb un profund interès històric. Si bé Mizar (ζ Ursae Majoris) va ser el primer estel doble conegut, Alula Australis va ser el primer estel doble on es va saber que les components estaven físicament unides, quan William Herschel va observar que orbitaven entre si. Així mateix, va ser la primera binària visual per la qual es va calcular la seva òrbita, tasca duta a terme per Félix Savary en 1828.

## Característiques del sistema
El sistema consta d'almenys cinc components, i són els estels principals dues binàries, que reben el nom d'Alula A i Alula B.
La component principal d'Alula A, anomenada Alula Aa (HD 98231 / HR 4375), és una nana groga de tipus espectral G0V, gairebé bessona del Sol, amb magnitud aparent +4,33. Té una temperatura efectiva de 5.927 ± 25 K i és un 10 % més lluminosa que el Sol. El seu radi és un 4% més gran que el radi solar i posseeix aproximadament la mateixa massa que nostre estel. El període orbital de l'estel que l'acompanya, Alula Ab, és de 1,833 anys. Aquesta última es mou en una òrbita excèntrica que fa que la distància respecte a Alula Aa varie entre 0,8 i 2,6 ua. Sembla que és una tènue nana vermella -possiblement de tipus M3- de 0,5 masses solars.
Alula B, l'altra binària, està dominada també per una nana groga, Alula Ba (HD 98230 / HR 4374). De tipus G5V, la seva magnitud aparent és +4,80. Té una temperatura aproximada de 5.720 K i la seva lluminositat equival al 72% de la lluminositat solar. El seu radi i massa són, respectivament, un 10% i un 2% menors que els de el Sol. Al seu al voltant gira una companya molt propera -a una distància de 0,06 ua- en una òrbita circular el període del qual és de 3,98 dies; pot ser una nana marró, una nana vermella i fins i tot una nana taronja. D'altra banda, dades astromètriques indiquen la possible existència d'una tercera acompanyant en aquest subsistema.
Les dues binàries -l'òrbita de les quals va ser la resolta per Félix Savary- s'hi troben separades entre si per una distància mitjana de 21,2 ua. La notable excentricitat orbital fa que la separació entre elles variï entre 29,6 i 13,4 ua; l'últim periastre va tenir lloc en 1955. El seu període orbital és de 59,878 anys.

## Nana marró acompanyant
En 2012 es va descobrir una nana marró associada al sistema Alula Australis, la separació projectada de la qual és de 4.100 ua. Anomenada provisionalment WISE J111838.70+312537.9 -les sigles WISE provenen del telescopi espacial Wide-field Infrared Survey Explorer amb el qual es va descobrir-, és una freda nana marró de tipus T8.5. La lluminositat infraroja i el color d'aquest objecte suggereixen que la seva massa s'estén des de 28 fins a 58 vegades la massa de Júpiter, depenent de l'edat del sistema.
Donada la complexitat d'Alula Australis, s'ha especulat que WISE J111838.70+312537.9 podria ser una component expulsada que, en el passat, es trobava més estretament lligada al sistema. Això explicaria la cenyida òrbita de la binària Alula Bab. Considerant un període orbital de l'ordre de 100 000 anys, es d'esperar que l'excentricitat de l'òrbita puga ser mesurada en el futur.
Des de la perspectiva de la nana marró, Alula A i B apareixerien separades en el cel 15 minuts d'arc. Cadascuna d'elles brillaria amb magnitud aparent -9, unes 100 vegades més brillants que Venus vist des de la Terra.

## Edat i variabilitat
El sistema Alula Australis exhibeix la meitat de la metal·licitat del Sol ([Fe/H] = -0,29). Aquest baix contingut metàl·lic així com la baixa activitat cromosfèrica d'Alula Aa suggereix que té una edat comparable a la del Sol, però en qualsevol cas superior a 2.000 milions d'anys.
El sistema està catalogat com a variable RS Canum Venaticorum amb una variació de lluentor de 0,01 magnituds.